# Précy-sur-Oise
Précy-sur-Oise ist eine französische Gemeinde mit 3331 Einwohnern (Stand: 1. Januar 2022) im Département Oise in der Region Hauts-de-France. Sie gehört zum Arrondissement Senlis und zum Kanton Montataire. Seine Einwohner nennen sich Précéens.

## Geografie
Die Gemeinde Précy-sur-Oise liegt am Fluss Oise im Osten der Landschaft Vexin française, zehn Kilometer südwestlich von Creil und 30 Kilometer nördlich der Pariser Innenstadt. Précy-sur-Oise wird umgeben von den Nachbargemeinden Blaincourt-lès-Précy im Nordwesten und Norden, Villers-sous-Saint-Leu im Nordosten und Osten, Gouvieux im Südosten, Boran-sur-Oise im Süden und Südwesten sowie Crouy-en-Thelle im Nordwesten.

## Geschichte
Précy wurde bereits 750 als Herrensitz des Hauses Montmorency-Luxembourg erwähnt.

## Bevölkerungsentwicklung
| Jahr      | 1962 | 1968 | 1975 | 1982 | 1990 | 1999 | 2006 | 2018 |
| Einwohner | 1860 | 2045 | 2113 | 2694 | 3137 | 3120 | 3335 | 3212 |

## Sehenswürdigkeiten
- Kirche Saint-Pierre-Saint-Paul, gotischer Bau, begonnen Ende des 12. Jahrhunderts, um 1570 beendet, seit 1950 Monument historique (siehe auch: Liste der Monuments historiques in Précy-sur-Oise)
- Schloss von Précy-sur-Oise
- Schloss Érables mit Park
- Place de Verdun mit Brunnen

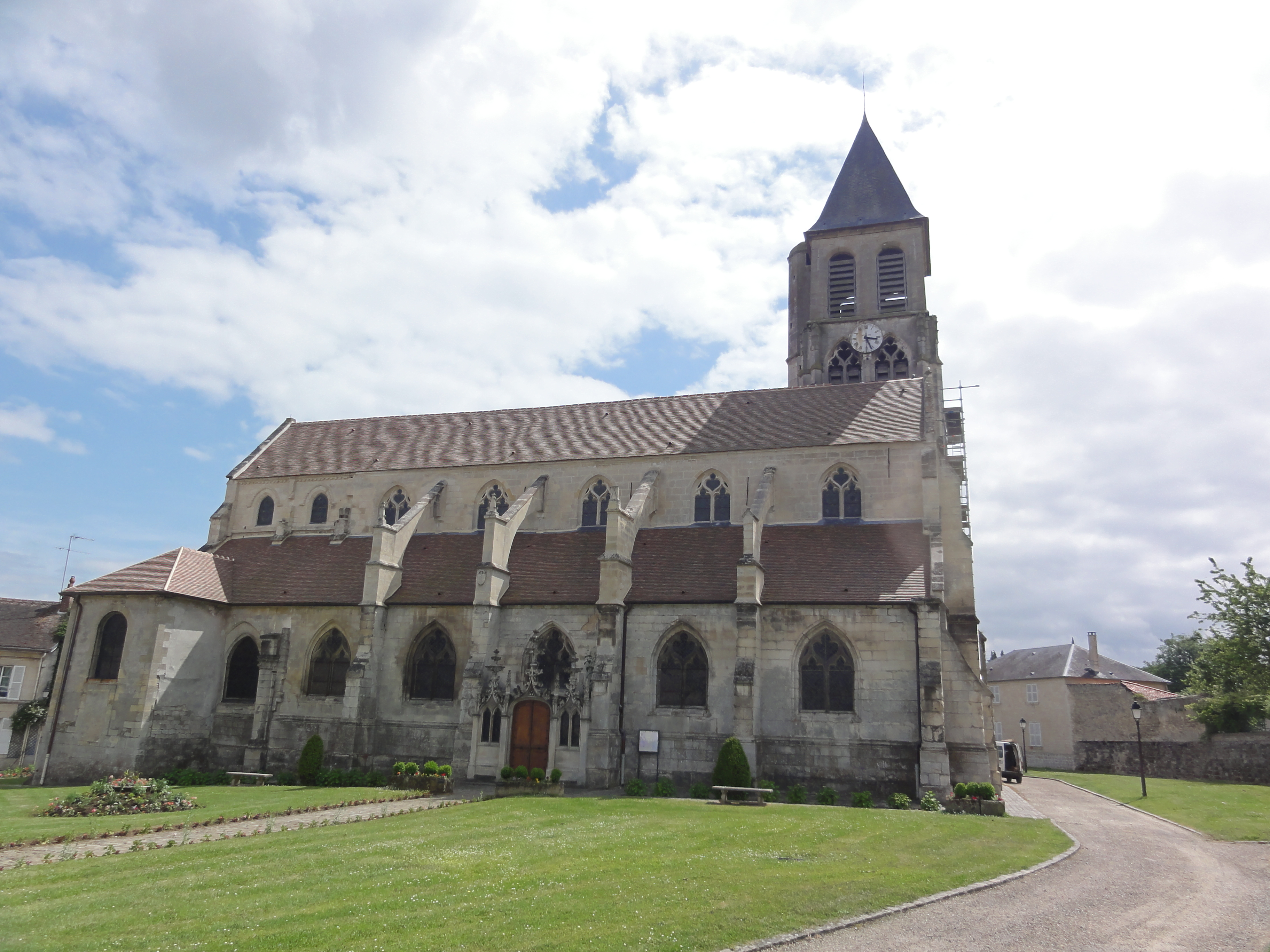
Kirche Saint-Pierre-Saint-Paul
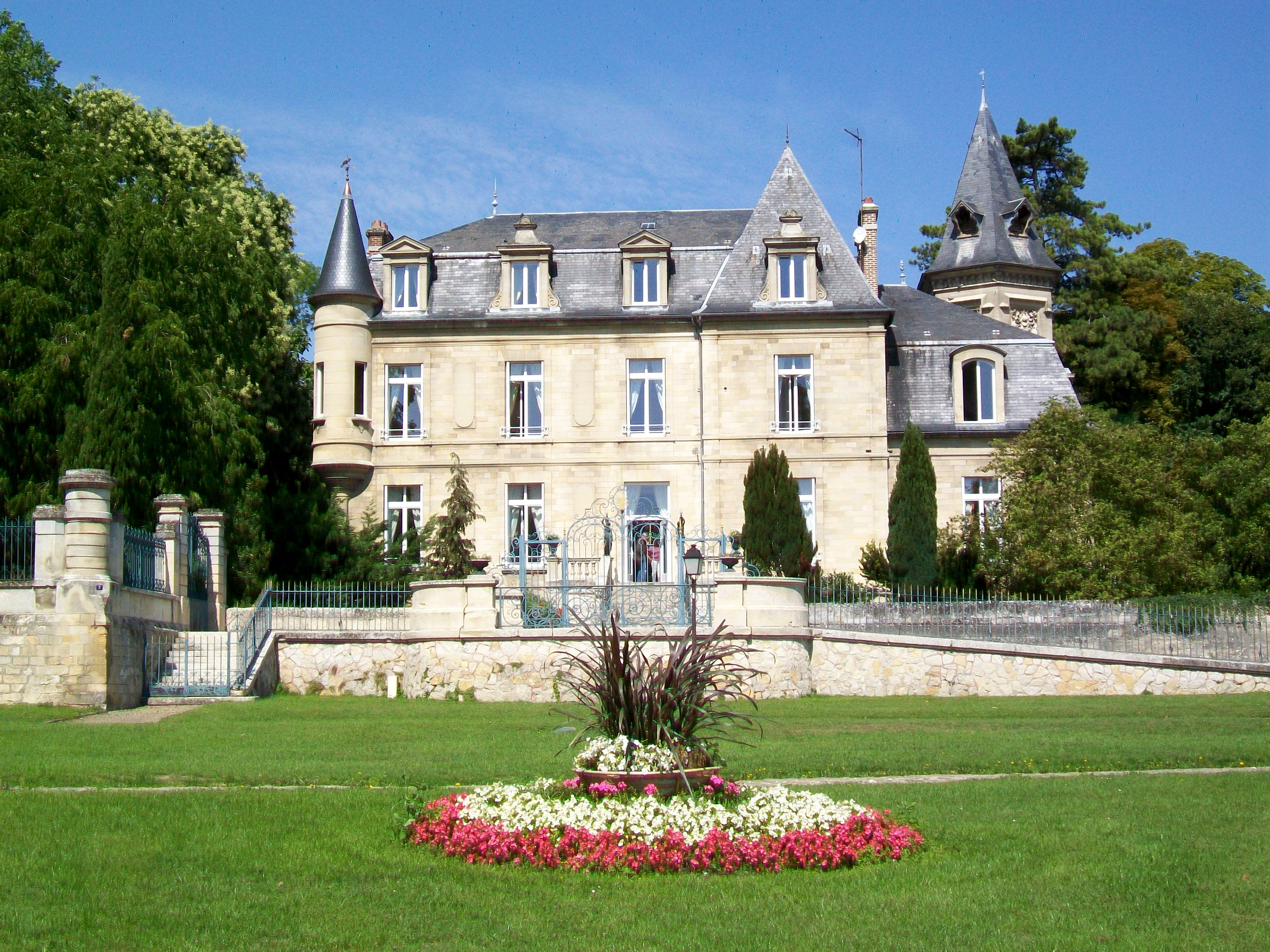
Schloss Précy
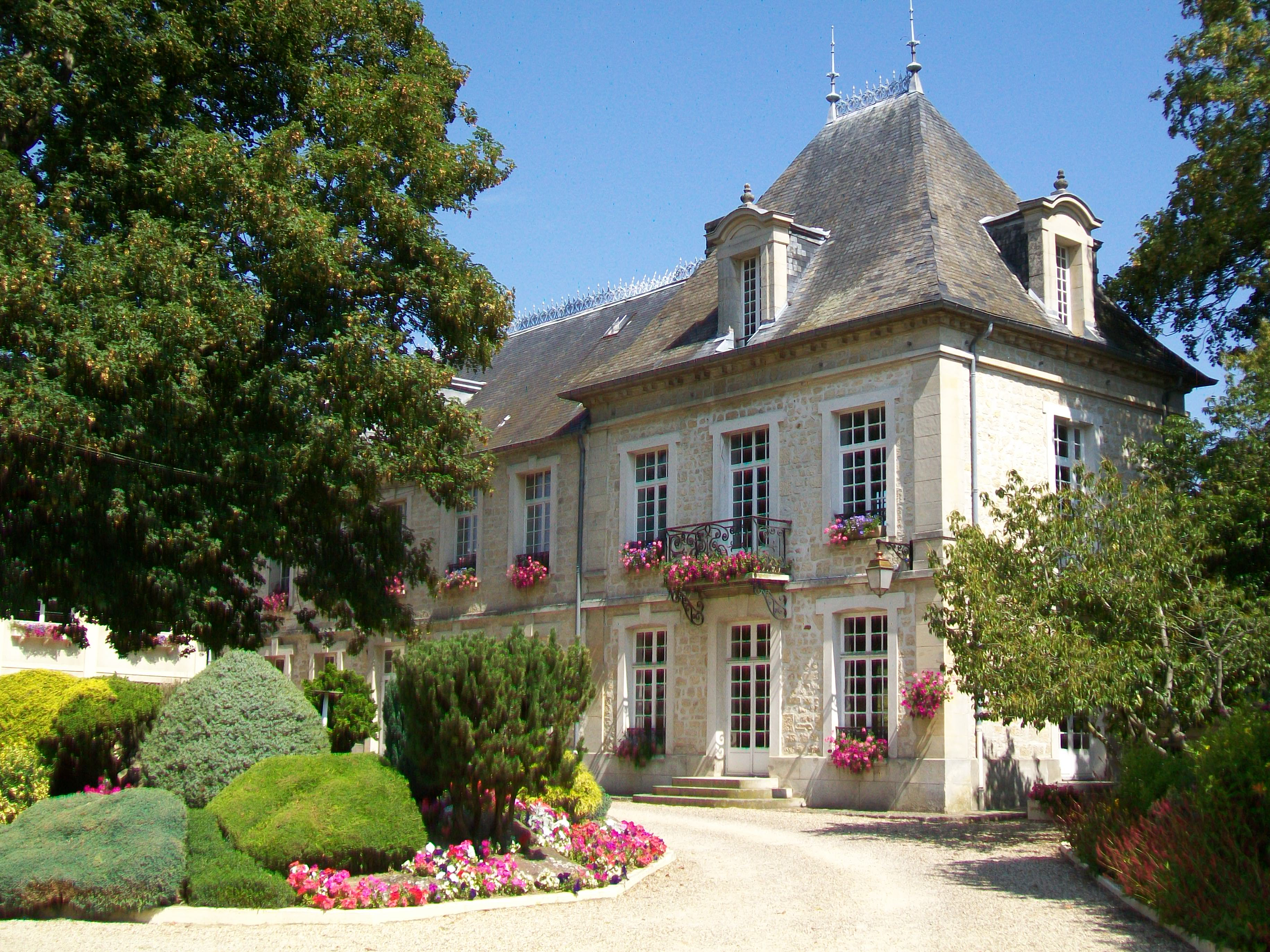
Schloss Érables
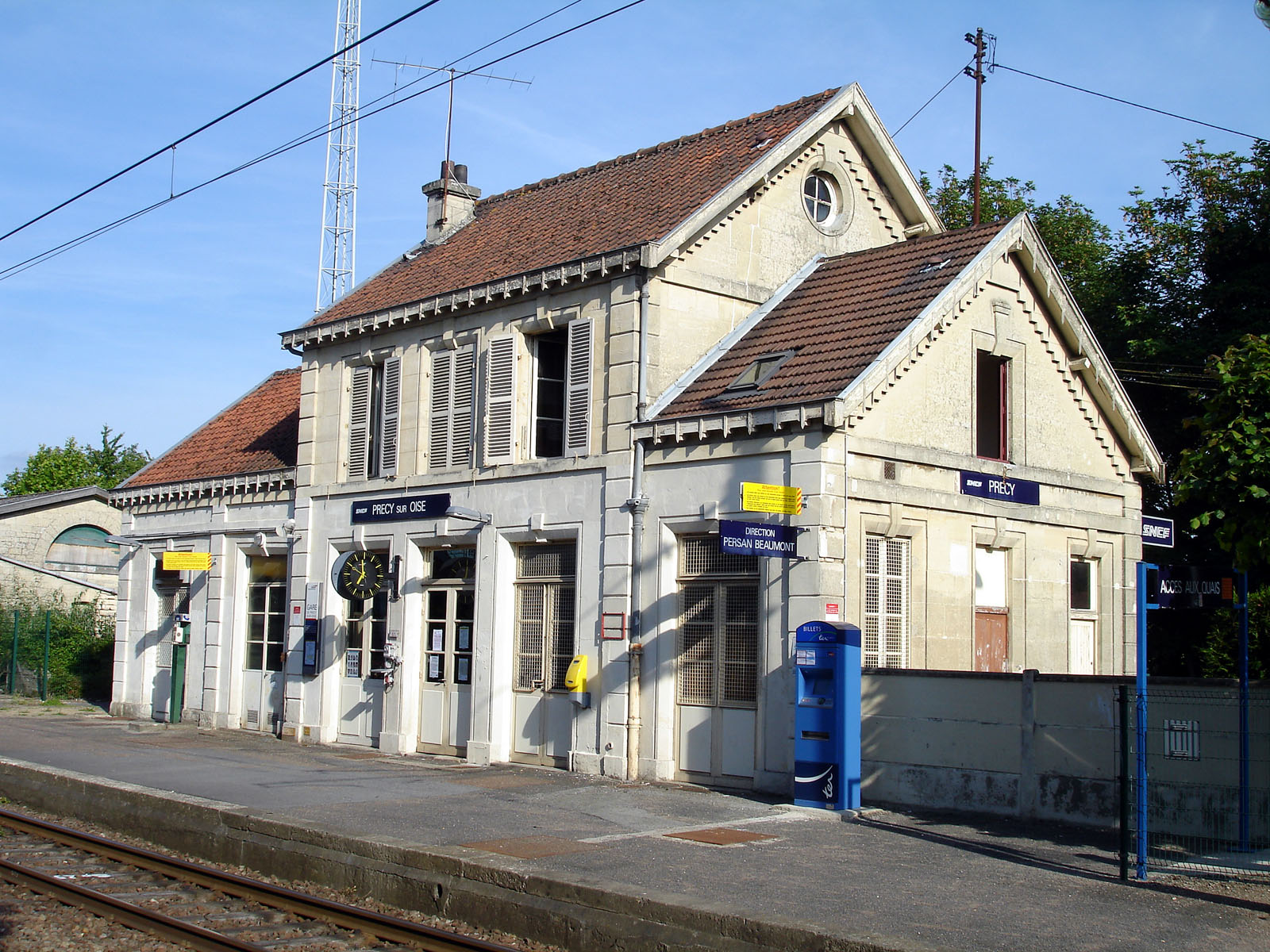
Bahnhof
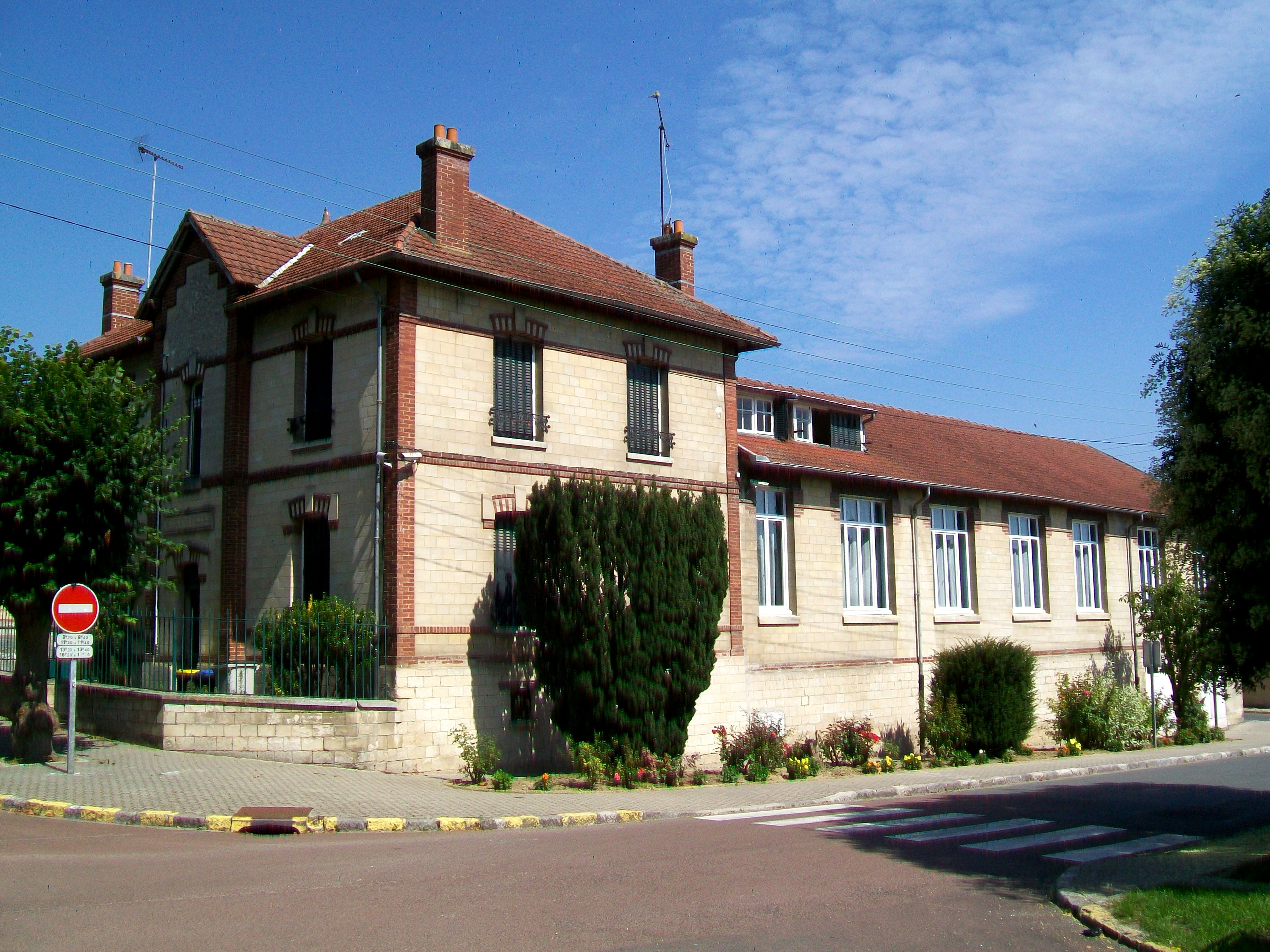
Grundschule
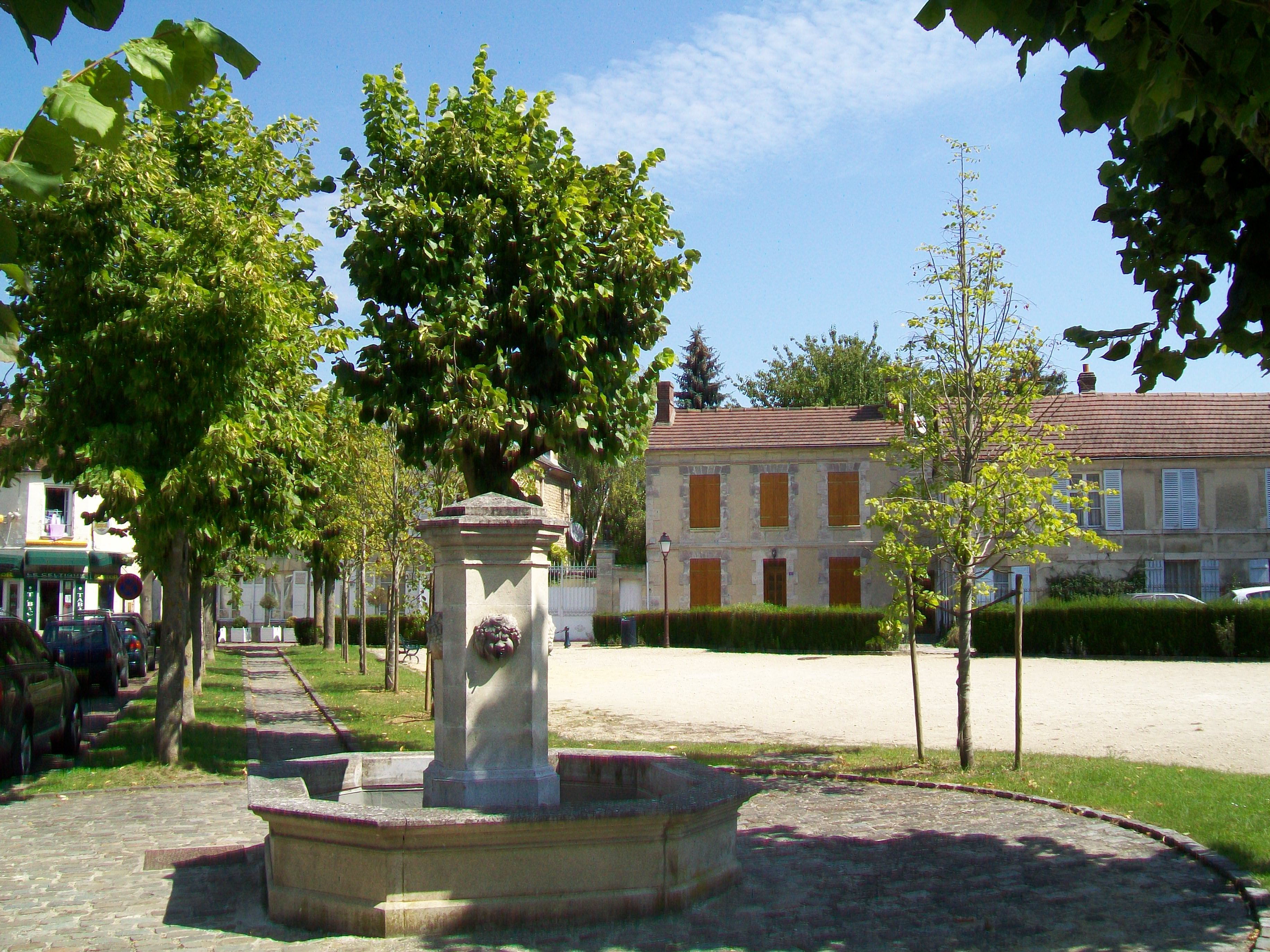
Place de Verdun

## Gemeindepartnerschaft
Mit der deutschen Gemeinde Hütschenhausen in Rheinland-Pfalz besteht seit 1995 eine Partnerschaft.